# Métrodórosz (orvos)
Métrodórosz (Kr. e. 2. század) görög orvos
Cicero felszabadított rabszolgája volt, akiről úgy emlékezik meg egy munkájában, mint akinek Marcus Tullius Tiro hasznát veheti. Képzett orvos volt, szintén Cicero említi egy sebészeti tárgyú munkáját, amely nem maradt fenn.